# L'assassino è tra noi
L'assassino è tra noi (titolo originale The Murderer is a Fox) è un romanzo giallo di Ellery Queen, pubblicato nel 1945.

## Trama
Il capitano Davy Fox ha combattuto in Cina e nel Pacifico contro i giapponesi e torna a casa da eroe, festeggiato dalla popolazione di Wrightsville. Ma il ritorno in famiglia, dalla giovane e bella moglie Linda e dagli zii Talbot ed Emily, non lo aiuta a dimenticare i fantasmi della guerra, le visioni degli amici morti e soprattutto la consapevolezza di essere diventato una macchina per uccidere. Lentamente scopre che le sue ossessioni si stanno focalizzando su un punto: l'impulso a uccidere Linda. Inutilmente Davy lotta per controllarsi: una notte, spinto da un attacco più forte degli altri, cerca di strangolare sua moglie. Il raptus cessa all'improvviso, appena in tempo per salvare la vita di Linda, che malgrado tutto non vuole saperne di abbandonare il marito. Davy finalmente le rivela la sua convinzione inconscia: è convinto di essere destinato a uccidere sua moglie, perché anche il padre, Bayard Fox, uccise la sua. Jessica, la madre di Davy, morì avvelenata quando lui aveva dieci anni, e suo padre sta scontando l'ergastolo per quell'omicidio. È a questo punto che Linda concepisce un'idea disperata, ma forse risolutiva. Se il padre di Davy fosse innocente? La sua convinzione di essere destinato a diventare un assassino per ragioni di ereditarietà andrebbe in frantumi. Non resta che rivolgersi al famoso investigatore Ellery Queen, che ha familiarità con Wrightsville, e chiedergli di riaprire un caso chiuso da dodici anni, in cerca di indizi che possano ribaltare il verdetto pronunciato allora. Ma Bayard Fox è veramente un uomo innocente condannato ingiustamente, oppure uno scaltro assassino che continua a negare di fronte all'evidenza? Solo Ellery sarà in grado di trovare la risposta a questo dilemma.

## Personaggi principali
- Davy Fox -  capitano dell'aeronautica
- Linda Fox - sua moglie
- Bayard Fox - suo padre
- Talbot Fox - fratello di Bayard
- Emily Fox - moglie di Talbot
- Alvin Cain - farmacista
- Dolores Aikin - bibliotecaria
- Emmeline DuPré - la pettegola di Wrightsville
- Abe L. Jackson - caporale dell'esercito
- Gabrielle Bonnaire - cantante lirica
- Dottor Milo Willoughby - medico
- Eli Martin - giudice
- Phil Hendrix - procuratore distrettuale
- Howie - poliziotto
- Dakin - capo della polizia di Wrightsville
- Ellery Queen - scrittore, investigatore

## Critica
"Decisamente uno dei romanzi più sottovalutati di Ellery Queen. Forse non così tanto in termini di deduzioni, ma il romanzo conferma che l'ambientazione di Wrightsville non è una tantum. I personaggi diventano, per i lettori, dei compaesani conosciuti. La seconda visita di Ellery Queen a Wrightsville ci consegna le sue caratterizzazioni più vivide: da questo punto di vista, è il capolavoro di Queen. Peccato che la soluzione finale sia basata su prove alquanto deboli."
"The Murderer Is a Fox può essere considerato composto di due sezioni, molto diverse l'una dall'altra. L'introduzione (capitoli 1-8) ha ben poco mistero. Esplora invece i gravi problemi sociali e psicologici dei personaggi. È emotivamente intenso e drammatico. La storia poliziesca (capitoli 9-21) è una sistematica indagine da parte di Ellery sui misteri della trama. È una storia poliziesca pura e semplice. Richiama le altre storie del genere scritte da EQ fin dall'inizio della sua carriera nel 1929. Ellery trae deduzioni rigorose dalle prove, nel suo tipico approccio. [...] Davy è perseguitato dalla popolazione della cittadina per quello che suo padre ha fatto. Mi chiedo se nella vita reale la posizione sociale altolocata della sua famiglia non gli avrebbe offerto qualche protezione, così come il suo status di eroe di guerra da adulto."

## Edizioni
- Ellery Queen, L'assassino è tra noi, traduzione di Luisa Benassi, collana Oscar scrittori moderni, Arnoldo Mondadori Editore, 2007,  p. 233, ISBN 978-88-04-57208-4.